# Galina Nechkasova
Galina Sergueïevna Nechkasova (en russe : 	Галина Сергеевна Нечкасова), née le 7 mars 1989 à Bolotnoïe, est une biathlète russe.

## Carrière
Aux Championnats du monde de biathlon d'été 2011, elle est médaillée d'or au relais mixte.
Galina Nechkasova est promue dans l'équipe nationale pour l'hiver 2013-2014, montant rapidement sur plusieurs podiums en IBU Cup. Elle fait ses débuts en Coupe du monde quelques semaines plus tard, à Antholz, où avec une 30e place à la poursuite, elle marque ses premiers points.
Elle remporte cinq titres de championne de Russie.

## Palmarès

### Coupe du monde
- Meilleur classement général : 88e en 2014 et 2015.
- Meilleur résultat individuel : 30e.

#### Différents classements en Coupe du monde
| Année     | Classement général final | Sprint | Poursuite | Individuelle | Mass start |
| 2013-2014 | 88e                      | -      | 68e       | -            | -          |
| 2014-2015 | 88e                      | 80e    | -         | -            | -          |

### Championnats du monde de biathlon d'été
- Médaille d'or du relais mixte en 2011.

### IBU Cup
- 3e du classement général en 2016.
- 6 podiums individuels, dont 2 victoires.